# D. H. Lawrence
David Herbert Richards Lawrence (Eastwood, 1885. szeptember 11. – Vence, 1930. március 2.) 20. századi angol író, aki sokféle műfajban mutatta meg ragyogó tehetségét: regényekben, kisregényekben, novellákban, versekben, színpadi művekben, drámákban, esszékben, útikönyvekben, festészetben, fordításokban, irodalmi kritikákban és személyes levelezéseiben. Könyvei a modern kor és iparosodás embertelenítő hatásainak alapos vizsgálatáról tanúskodnak.
Lawrence-t kemény kritikái miatt hivatalosan körözték, cenzúrázták, kreatív munkáit félreértették élete második felében, emiatt önként száműzetésbe vonult. Halálakor egy tehetségét elpazarolt őrültnek tartották. E. M. Forster azonban egyik írásában megvédte Lawrence-t, mintegy kinevezve őt a koruk legnagyszerűbb újító regényírójának. Ma már általánosan is elfogadják Lawrence zsenialitását, és a modern angol irodalom egyik legjelentősebb alakjaként tartják számon.

## Élete

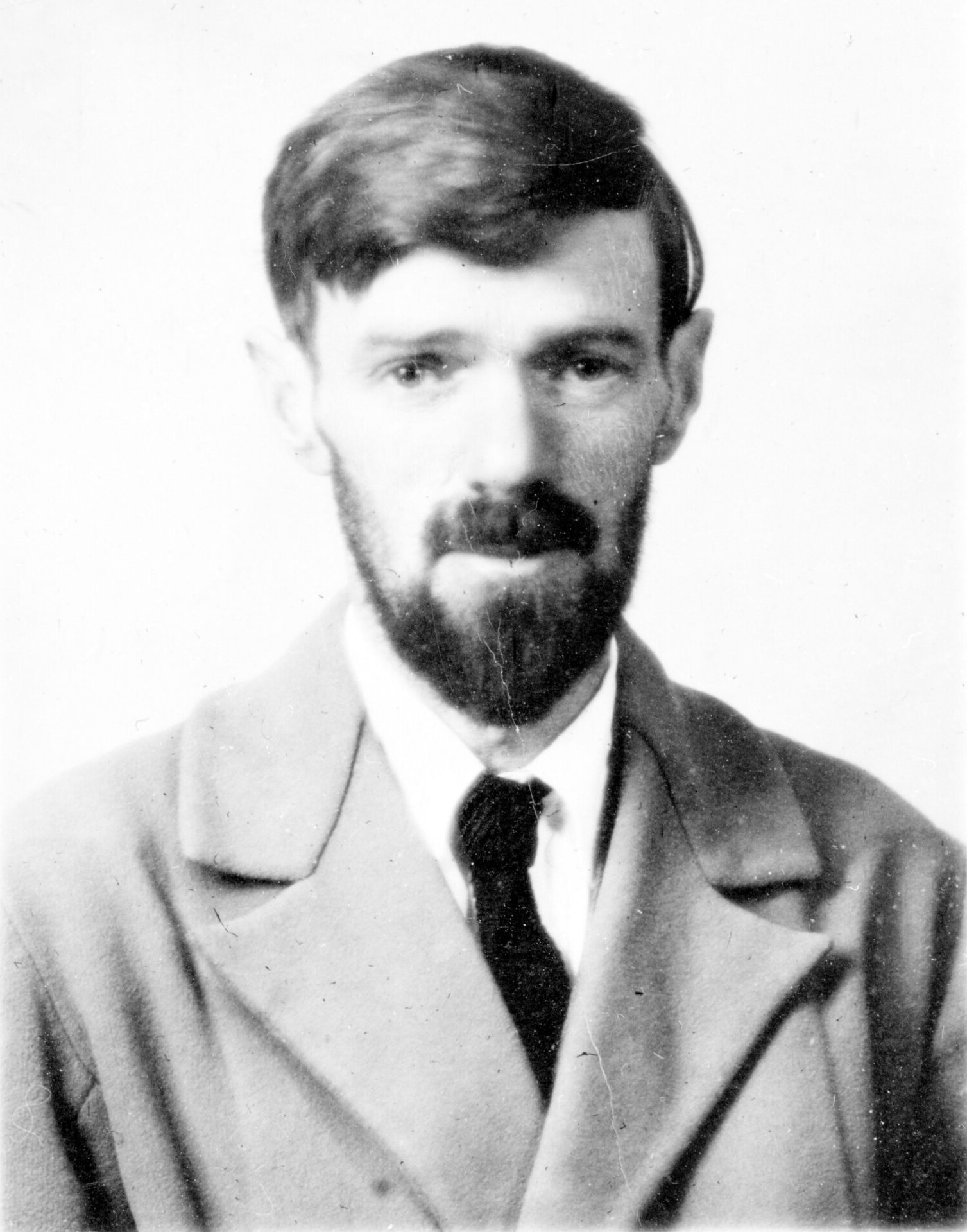
David Herbert Lawrence útlevélfényképe

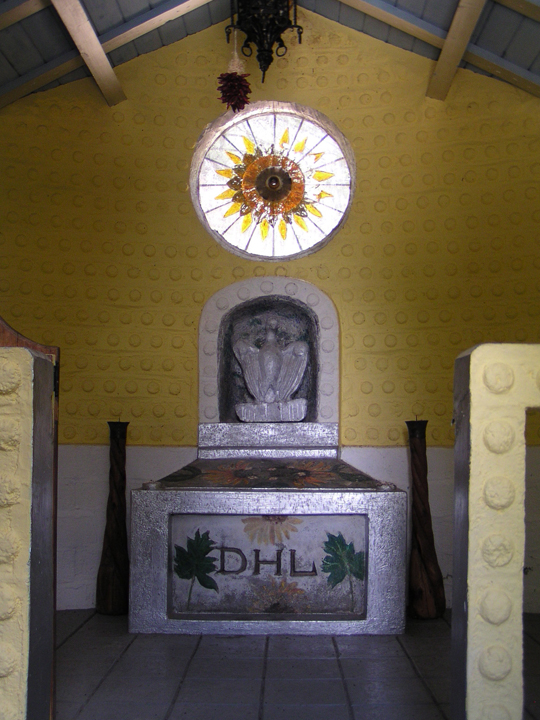
Végső nyugvóhelye Taos közelében

Arthur John Lawrence – éppenhogy írástudó bányász – és Lydia Beardsall – iskolai tanárnő – negyedik gyermekeként Lawrence egy nottinghamshire-i bányavárosban töltötte gyermekkorát. Szülőhelye ma múzeum. A munkásosztálybeli élet nehézségei és a szülők civakodásai rányomták bélyegüket Lawrence művészetére. Tanulmányait három hónapra felfüggesztette. Egy gyárban dolgozott, azonban azt tüdőgyulladás miatt ott kellett hagynia. Lábadozása során gyakran ellátogatott a Haggs farmra, a Chambers család birtokára, ahol barátságot kötött a család egyik tagjával, Jessia Chambersszel. Ez annyiból fontos, hogy közös könyvszeretetük meghatározó volt irodalmi szempontból. 1902 és 1906 között egy eastwoodi általános iskola tanáraként dolgozott, és csak ezután szerezte meg tanári diplomáját a nottinghami egyetem főiskolai karán (University College Nottingham) 1908-ban. Ekkoriban már írogatott verseket, és Laetitia című regényének néhány fejezete is elkészült, ami később a The White Peacock címet kapta. 1907 végén megnyert egy nottinghami újság által meghirdetett meg kisregény-pályázatot.
1908-ban Londonba költözött. Közben továbbra is tanított, és szabadidejében írt. Végül újságokban is megjelentek írásai, és innen már felfelé ívelt pályafutása. 1910-ben édesanyja rákban elhunyt, ami olyan mélyen érintette az írót, hogy egy teljes évig betegszabadságon volt. Az anyjával való szoros kapcsolata fedezhető fel a Szülők és szeretők híres szereplőjének, Mrs. Morelnek a regénybeli fiával, Paullal való kapcsolatában.
1911-ben ismerkedett össze Edward Garnett-tel, aki később nagyon jó barátja lett. Egy munkatársával, Helen Corke-kal szerencsétlen végű szerelmi viszonya volt, ami a The Trespasser című második regényének megírásában inspirálta. 1911-ben újra tüdőgyulladást kapott. Felépülése után úgy határozott, hogy végleg befejezi a tanítást, és csak az írásnak szenteli életét.
1912 márciusában találkozott Frieda von Richthofennel. Frieda hat évvel idősebb volt, és már volt három gyermeke. Lawrence egyetemi tanárának volt a felesége még Nottinghamben. Együtt elszöktek Franciaországba, ahol letartóztatták, mert brit titkosügynöknek nézték. Friedával elő-nászutat tartottak München mellett.
Németországból délre indultak az Alpokon keresztül, gyalog egészen Olaszországig. Ebből az utazásból később útikönyv is készült. 1913-ban visszatértek Angliába egy rövid látogatás erejéig, majd siettek vissza Olaszországba. Legközelebb csak az első világháború kitörésekor utaztak vissza a Brit-szigetekre, ahol végre megházasodtak. 1916-17-ben Lawrence szoros barátságot alakított ki egy William Henry Hocking nevű helyi farmerrel. Bár kapcsolatuk természete nem egyértelmű, Lawrence feleségének beszámolója szerint a kapcsolat szerelmi jellegű volt.
A párt Angliában gyanús szemmel nézték, németeknek való kémkedéssel gyanúsították, és folyton zaklatták, míg végül 1917-ben kényszerítették Lawrence-t, hagyja el Cornwallt három napon belül. Ezt később Kenguru című regényében dolgozta fel. Apró falvakban bujdosott, távol a hatóságoktól, amit egészsége sínylett meg.
Lawrence a háború szörnyűségeitől elborzadva önként vállalt száműzetésbe vonult ('savage pilgrimage'). Ezalatt megfordult Ausztráliában, Olaszországban, Srí Lankán, az Amerikai Egyesült Államokban, Mexikóban és Franciaországban.
Lawrence 1919-ben elhagyta szülőhazáját, és délnek indult. Bejárta Szicíliát, Szardíniát, Monte Cassinót, Máltát, Ausztriát és Németországot. Sok művében megjelennek ezek a tájak, országok.
1922-ben azzal a szándékkal indult hajóútra Amerika felé, hogy letelepedjék az Egyesült Államokban. Két évet Új-Mexikóban töltött, ám eközben is rengeteget utazgatott.
1925-ben majdnem életét vesztette, amikor Mexikóban maláriás lett, és a tbc-t is elkapta. Hogy könnyebben meggyógyuljon, visszatért Európába. Ezután már nem is igen utazhatott tovább.
A család Olaszországban telepedett le, ahol Lawrence olyan régi barátokkal tudott újra találkozni, mint Aldous Huxley. Egészségi állapota nagyon legyengült, mégis sokat dolgozott. Szanatóriumban élt egy ideig, majd egy időre visszaköltözött Új-Mexikóba.

## Munkái
Lawrence művei közül leginkább regényei híresek, a Szülők és szeretők (Sons and Lovers), a Szivárvány (The Rainbow), a Szerelmes asszonyok (Women in Love) és a Lady Chatterley szeretője (Lady Chatterley’s Lover). Ezekben az író arra a kérdésre keresi a választ, hogyan élhet az ember boldog életet az egyre iparosodó környezetben. Annak ellenére, hogy gyakran realista írónak mondják, Lawrence regényeinek szereplőit jobban megérthetjük, ha tanulmányozzuk a szerző filozófiáját.
Lawrence más szerzőket illető kritikái bepillantást engednek gondolkodásmódjába. Legfőképpen két híres tanulmányát lehetne ide sorolni: Study of Thomas Hardy and Other Essays-t és a Studies in Classic American Literature-t.
Lawrence egész életében egy saját filozófia kialakításán fáradozott. A Sons and Lovers ki nem adott előszavában említést tesz dualista gondolkodásáról, a Szentháromságra hivatkozva. Ahogy filozófiája fejlődött, úgy távolodott el a keresztény analógiáktól, közelítve a miszticizmus, a buddhizmus és a pogány hit felé. Bizonyos szempontból Lawrence számít az okkult tudományok iránt a 20. században megindult érdeklődés előfutárának.
D. H. Lawrence erotikus képeket festett. Ezekből volt egy kiállítás is a londoni Dorothy Warren Galériában 1929-ben. A kiállítás rendkívül ellentmondásos volt, mivel a mintegy 13 000-es látogató közönség csak értetlenül bámulta a képeket.

## Művei

### Regényei
- (The White Peacock, 1911), Cambridge University Press, 1983, ISBN 0-521-22267-2
- (The Trespasser, 1912), Cambridge University Press, 1981, ISBN 0-521-22264-8
- Szülők és szeretők (Sons and Lovers, 1913), Cambridge University Press, 1992, ISBN 0-521-24276-2
- A szivárvány (The Rainbow, 1915), Cambridge University Press, 1989, ISBN 0-521-00944-8
- Szerelmes asszonyok (Women in Love, 1920), Cambridge University Press, 1987, ISBN 0-521-23565-0
- (The Lost Girl, 1920), Cambridge University Press, 1981, ISBN 0-521-22263-X
- (Aaron's Rod, 1922) Cambridge University Press, 1988, ISBN 0-521-25250-4
- (Kangaroo, 1923) Cambridge University Press, 1994, ISBN 0-521-38455-9
- (The Boy in the Bush, 1924), Cambridge University Press, 1990, ISBN 0-521-30704-X
- A tollas kígyó (The Plumed Serpent, 1926), Cambridge University Press, 1987, ISBN 0-521-22262-1
- Lady Chatterley szeretője (Lady Chatterley’s Lover, 1928), Cambridge University Press, 1993, ISBN 0-521-22266-4
- (The Escaped ######, 1929)
- A szűz és a cigány (The Virgin and the Gypsy, 1930)

### Kisregényei
- The Prussian Officer and Other Stories (1914), Cambridge University Press, 1983, ISBN 0-521-24822-1
- England, My England and Other Stories (1922), Cambridge University Press, 1990, ISBN 0-521-35267-3
- The Fox, A kapitány bábuja (The Captain's Doll), The Ladybird (1923), Cambridge University Press, 1992, ISBN 0-521-35266-5
- St Mawr and other stories (1925), Cambridge University Press, 1983, ISBN 0-521-22265-6
- The Woman who Rode Away and other stories (1928) Cambridge University Press, 1995, ISBN 0-521-22270-2.
- The Virgin and the Gypsy and Other Stories (1930), Cambridge University Press, 2006 (forthcoming), ISBN 0-521-36607-0
- Szénaboglyák közt (Love Among the Haystacks and other stories, 1930), Cambridge University Press, 1987, ISBN 0-521-26836-2
- Collected Stories (1994) – Everyman's Library, Kötet Lawrence 62 kisregényével időrendi sorrendben.
- The Rocking-Horse Winner (1926)
- The Horse Dealer's Daughter (1922)

### Költeményei
- Love Poems and others (1913)
- Amores (1916)
- Look! We have come through! (1917)
- New Poems (1918)
- Bay: a book of poems (1919)
- Tortoises (1921)
- Birds, Beasts and Flowers (1923)
- The Collected Poems of D H Lawrence (1928)
- Pansies (1929)
- Nettles (1930)
- Last Poems (1932)
- Fire and other poems (1940)
- The Complete Poems of D H Lawrence (1964)

### Színpadi művei
- The Widowing of Mrs Holroyd (1914)
- Touch and Go (1920)
- David (1926)
- The Fight for Barbara (1933)
- A Collier's Friday Night (1934)
- The Married Man (1940)
- The Merry-go-round (1941)
- The Complete Plays of D H Lawrence (1965)
- The Plays, Cambridge University Press, 1999, ISBN 0-521-24277-0

### Útikönyvei
- Twilight in Italy and Other Essays (1916), Cambridge University Press, 1994, ISBN 0-521-26888-5
- Sea and Sardinia (1921), Cambridge University Press, 1997, ISBN 0-521-24275-4
- Mornings in Mexico (1927)
- Sketches of Etruscan Places and other Italian essays (1932), Cambridge University Press, 1992, ISBN 0-521-25253-9

### Lawrence fordításai
- Lev Iszaakovics Sesztov All Things are Possible (1920)
- Ivan Alekseyevich Bunin The Gentleman from San Francisco (1922)
- Giovanni Verga Maestro-Don Gesualdo (1923)
- Giovanni Verga Little Novels of Sicily (1925)
- Giovanni Verga Cavalleria Rusticana and other stories (1928)
- Antonio Francesco Grazzini The Story of Doctor Manente (1929)

## Magyarul
- A tollas kígyó, 1-2.; ford. Gaál Andor, bev. Juhász Andor; Révai, Budapest, 1918 (Klasszikus regénytár)
- Lady Chatterley és a kedvese; ford. Braun Soma; Nova, Budapest, 1933
- Szénaboglyák között; ford. Vajda Ernő; Révai, Budapest, 1947 (Révai könyvtár)
- Aki a szigeteket szerette. Novellák; vál., utószó Lengyel Balázs, ford. Berinkey Irma et al.; Európa, Budapest, 1965 (5 világrész könyvei)
- Szerelem a kazlak közt; ford. Göncz Árpád; Magyar Helikon–Európa, Budapest, 1968
- Szülők és szeretők. Regény; ford. Róna Ilona, utószó Abody Béla; Európa, Budapest, 1968 (5 világrész könyvei)
  - (A vér szava címen is)
- Szivárvány. Regény; ford. Róna Ilona, utószó Kéry László; Európa, Budapest, 1974
  - (A szerelem hullámai címen is)
- Szerelmes asszonyok. Regény; ford. Róna Ilona; Európa, Budapest, 1975
- Lady Chatterley szeretője; ford. Falvay Mihály; Magvető, Budapest, 1983 (Világkönyvtár)
- A szűz és a cigány. Négy kisregény / A kapitány bábuja / A róka / Szerelem a kazlak közt; ford. Göncz Árpád et al.; Árkádia, Budapest, 1986
- Az érintés föltámadása. Válogatott versek; vál., ford. Tornai József; Európa, Budapest, 1988
- A vér szava; ford. Róna Ilona; Könyvműhely, Budapest, 1993
  - (Szülők és szeretők címen is)
- A vér hatalma; ford. Róna Ilona; Könyvműhely, Budapest, 1993
- Szívek harca; Fátum-ars, Budapest, 1994
- A szerelem hullámai; Fátum-ars, Budapest, 1994 
  - (Szivárvány címen is)
- Szerelem a szénaboglyák között; ford. Vajda Endre; Merényi, Budapest, 1996 (Bestseller sorozat)
- Harc a szerelemért; ford. Tellér Gyula, Vályi Nagy Ervin; Merényi, Budapest, 1997 (Bestseller sorozat)
- A tiszteletes úr leányai / A szűz és a cigány; ford. Tellér Gyula, Pap Mária; Lazi, Szeged, 2005
- Lady Chatterley szeretője; ford. Simonyi Ágnes; Ulpius-ház, Budapest, 2007
- Tövis a testben. Elbeszélések; ford. Balázs Éva, Mesterházi Mónika; Geopen, Budapest, 2011